# بي إل-15 (صاروخ)
الـ بي إل - ١٥ (بالإنجليزية: PL-15 ؛ (بالصينية: 霹雳-15; البينيين: Pī Lì-Yāo Wǔ; بالترجمة الحرفية 'Thunderbolt-15 أي هزيم الرعد.') ، الاسم الرسمي لحلف شمال الأطلسي : CH-AA-10 Abaddon  ) هو صاروخ جو-جو بعيد المدى موجه بالرادار النشط طورته جمهورية الصين الشعبية ، ويستخدمه كل من القوات الجوية لجيش التحرير الشعبي (PLAAF) والقوات الجوية البحرية (PLANAF)، بالإضافة إلى القوات الجوية الباكستانية.

## تاريخ
تم تطوير PL-15 بواسطة أكاديمية الصواريخ المحمولة جواً الصينية (CAMA) ومقرها لويانغ.  تم اختبار الصاروخ في عام 2011م وتم الإشارة إليه من قبل وسائل الإعلام الرسمية الصينية في عام 2015م.  تم رصده في عام 2013م مثبتًا على نموذج أولي من طائرة تشنغدو J-20. 
دخل الصاروخ بي إل-15 الخدمة العسكرية للقوات الجوية لجيش التحرير الشعبي (PLAAF) في الفترة من عام 2015م  إلى عام 2017م.  وتشمل منصات حمله طائرات تشنغدو J-10C ، وشن يانغ J-16 ، وتشنغدو J-20. وقد تم رصده أيضًا على متن طائرة شنيانغ J-11B .  بدأ الصاروخ بي إل-15 في استبدال الصاروخ بي إل-12 القياسي السابق باعتباره صاروخ خارج مدى الرؤية البصرية لكل من مقاتلات سلاح الجو وسلاح جو البحرية الصينية.  
في عام 2017م، بدأت الولايات المتحدة في تطوير AIM-260 JATM ليحل محل AIM-120 AMRAAM الذي يستخدم حاليًا من أجل مواجهة بي إل-15 بشكل أفضل. من المقرر أن يدخل AIM-260 JATM الخدمة بحلول عام 2024م، مع وجود إصدارات من AIM-120 (مثل AIM-120D ) يُستخدم بصفة مؤقتة حتى نشر AIM-260.  

## تصميم
يبلغ طول الصاروخ ما بين 3.8 و 4 متر (12 و 13 قدم)  أطول وأعرض من الصواريخ الرادارية المعاصرة الأخرى. تم تصميم زعانف التحكم ليتم وضع الصاروخ في المقصورة الداخلية للطائرات الشبحية.  تم إعادة تصميمه لاحقًا ليشمل زعانف ذيل قابلة للطي وزعانف مركزية أصغر، مما قلل من حجمها بشكل أكبر.  يشمل على محرك صاروخي يعمل بالوقود الصلب ثنائي النبض،   قادر على الوصول إلى سرعة ماخ 4+ ومدى يزيد عن 200 كيلومتر (120 ميل) - مماثل لذلك الخاص بصاروخ MBDA Meteor الأنجلو فرنسي.  بالمقارنة مع صاروخ Meteor الذي يعمل بمحرك نفاث تضاغط (رام جيت) ، مع سرعة طيران تتراوح بين 3 و3.5 ماخ، فإن محرك الصاروخ الذي يعمل بالوقود الصلب ثنائي النبضات في بي إل-15 يوفر سرعة احتراق أعلى تتجاوز 5 ماخ، ثم يفقد سرعته تدريجيًا في المرحلة النهائية.  من المرجح أن يحتفظ Meteor (بمنطقة عدم الهروب) أكبر واحتمالية قتل أعلى على مسافة بعيدة بسبب الدفع النفاث.   ومع ذلك، يمكن لـ بي إل-١٥ أيضًا الحفاظ على سرعة 5 ماخ لفترة أطول إذا تم إطلاقه بسرعة تفوق سرعة الصوت. 
يوجَه الصاروخ برادار مصغر يعمل بصفيف مسح إلكتروني نشط، يتميز بالوضعين النشط والسلبي لحالات المهام المختلفة. كما يتميز أيضًا بمقاومة محسنة للتدابير المضادة.  يدعم نظام التوجيه الهجين رابط بيانات ثنائي الاتجاه حتى منتصف المسار بقيادة طائرات نظام الإنذار المبكر والتحكم (AEW&C) وتوجيه الرادار الطرفي المستقل. 

## التاريخ التشغيلي
في 7 مايو 2025م، عُثر على حطام صاروخ باكستاني من طراز PL-15E في حقل بالقرب من مدينة هوشياربور، ولاية البنجاب. حيث استخدم في إسقاط طائرات هندية معادية من طراز داسو رافال.
النسخ
PL-15
النسخة المحلية لسلاح الجو الصيني مع مدى تقديري يتراوح بين 200–300 كـم (120–190 ميل) .  
PL-15E
نسخة تصديرية من PL-15 بمدى إطلاق أقصى مخفض يبلغ 145 كم 
PL-15/E بزعانف قابلة للطي
PL-15 وPL-15E مع زعانف ذيل قابلة للطي تسمح بالوضع داخل حُجرة الأسلحة الداخلية في مقاتلات J-20 وJ-35 بعدد ستة صواريخ.  
PL-16 (CH-AA-X-13) 
تطوير آخر لـ PL-15 يسمح لحجرة الأسلحة الداخلية في J-20 بحمل ستة صواريخ في وقت واحد (بينما PL-15 محملة بأربعة صواريخ). يتميز صاروخ PL-16، على الرغم من صغر حجمه، بهيكل مضغوط وزعانف مطوية ومحرك نبضي مزدوج عالي الأداء لتقديم نفس الأداء مثل صاروخ PL-15 العادي. 